# Paul Dinichert
Paul Dinichert (Muntelier, 4 augustus 1878 - Genève, 14 februari 1954) was een Zwitsers diplomaat en ambtenaar.

## Biografie

### Afkomst en opleiding
Paul Dinichert was een zoon van Constant Dinichert. Hij was gehuwd met Berthe Rivoire, de dochter van een notaris uit Genève. Hij studeerde in Fribourg, Neuchâtel en Parijs. In 1898 behaalde hij in Parijs een diploma aan de École libre des sciences politiques.

### Diplomaat
In 1899 werd Dinichert diplomaat. Hij diende in Londen, Parijs en van 1915 tot 1916 in Buenos Aires, waar hij gevolmachtigd minister was. Vanaf 1920 kwam hij in Bern aan het hoofd van de afdeling Buitenlandse Belangen en Internering. Later leidde hij de afdeling Buitenlandse Zaken, een functie waarin hij nauw samenwerkte met Bondsraadslid Giuseppe Motta. Van 1932 tot 1938 was hij de ambassadeur van Zwitserland in Duitsland. In nazi-Duitsland werd hij echter persona non grata. De rapporten die hij opstelde over het naziregime vanaf 1933 werden ook zwaar bekritiseerd. In 1938 werd hij in Berlijn vervangen door Hans Frölicher, waarna hij tot zijn pensionering in 1946 de Zwitserse ambassadeur zou worden in Stockholm. 
Dinichert was vanaf 1921 ook bestuurder bij het Zwitserse Rode Kruis. Hij overleed in 1954 in Genève.